# سيباستيان لاكروا
سيباستيان لاكروا (بالفرنسية: Sébastien Lacroix)‏ هو متزلج قفز فرنسي، ولد في 20 أبريل 1983 في Saint-Claude, Jura ‏ في فرنسا.

## وصلات خارجية
- سيباستيان لاكروا على موقع الاتحاد الدولي للتزلج (القفز التزلجي) (الإنجليزية)
- سيباستيان لاكروا على موقع الاتحاد الدولي للتزلج (التزلج النوردي المزدوج) (الإنجليزية)
- سيباستيان لاكروا على موقع اللجنة الأولمبية الدولية (الإنجليزية)
- سيباستيان لاكروا على موقع أوليمبيديا (الإنجليزية)
- سيباستيان لاكروا على موقع اللجنة الأولمبية الفرنسية (مؤرشف) (الفرنسية)